# Hakata
Hakata (właśc. Niemiecki Związek Marchii Wschodniej – niem. Deutscher Ostmarkenverein) – niemiecka nacjonalistyczna organizacja działająca w latach 1894–1934 na terenie ówczesnych wschodnich prowincji Niemiec.

## Powstanie
Organizacja powstała pod nazwą Związek Popierania Niemczyzny w Marchiach Wschodnich (Verein zur Förderung des Deutschtums in den Ostmarken) 3 listopada 1894, w Poznaniu, pod protekcją byłego kanclerza Ottona von Bismarcka. Od 1899 działała pod nazwą Niemiecki Związek Marchii Wschodniej (Deutscher Ostmarkenverein). Potoczna nazwa Hakata wzięła się od pierwszych liter nazwisk założycieli: finansisty Ferdinanda von Hansemanna (1861–1900) oraz ziemian Hermanna Kennemanna (1815–1910) i Heinricha von Tiedemanna (1840–1922), często w polskiej literaturze pisana jako H-K-T, H.K.T. lub po prostu Hakata. W 1896 r. Hakata przeniosła swą siedzibę do Berlina, co umożliwiło przekształcenie jej z organizacji prowincjonalnej, działającej na wschodnich kresach państwa niemieckiego, w organizację ogólnopaństwową.

## Cele organizacji
Podstawowym i nieartykułowanym nigdy wprost celem Hakaty była germanizacja ziem polskich w zaborze pruskim. Statut organizacji dla określenia tego celu używał eufemizmów w rodzaju: „umacnianie i zrzeszanie niemczyzny na kresach wschodnich zamieszkanych przez ludność polską, poprzez podniesienie i wzmacnianie niemieckiego poczucia narodowego”. W praktyce działalność Hakaty skupiała się na sześciu podstawowych zadaniach:
- likwidacja literatury i prasy polskiej;
- zachęcaniu Niemców do wykupywania nieruchomości i przedsiębiorstw od Polaków;
- sprowadzaniu do Wielkopolski Niemców do wszystkich dziedzin gospodarki, usług oraz wolnych zawodów;
- wzmacnianiu niemieckiej klasy średniej w miastach Wielkopolski;
- organizowaniu niemieckich patriotycznych zebrań i zgromadzeń;
- wprowadzenie szkoły niemieckiej.

## Członkowie organizacji
Od końca XIX w. aż do upadku cesarstwa w 1918 r. Hakata stanowiła najbardziej wpływową organizację prowadzącą antypolską działalność. Skupiała w swych szeregach historyków, pisarzy, socjologów, publicystów i dziennikarzy, a prace wychodzące spod ich pióra w niemałym stopniu przyczyniały się do zaszczepienia szowinizmu w umysłach niemieckiego drobnomieszczaństwa. Przesłaniem ideowym Hakaty był slogan: „Stoicie naprzeciw najgroźniejszego, najbardziej fanatycznego wroga dla niemieckiej egzystencji, niemieckiego honoru oraz niemieckiej reputacji na całym świecie: wobec Polaków”. Przywódcy Hakaty wywodzili się ze środowiska junkrów pruskich oraz posiadaczy ziemskich. Oprócz nich do Hakaty należeli także kapitaliści, urzędnicy, nauczyciele, duchowni ewangeliccy, a także (w mniejszym stopniu) kupcy, rzemieślnicy i inni tzw. drobnomieszczanie. Bardzo rzadko natomiast wstępowali do Hakaty niemieccy chłopi. Hakata skupiała w swoich szeregach procentowo:
- 26,6% ludności cywilnej w tym członków administracji niemieckiej
- 17,6% rzemieślników
- 15,7% przedsiębiorców
- 14,0% nauczycieli
- 10,7% posiadaczy ziemskich
- 6,5% inne profesje
- 4,2% duchownych
- 2,7% oficerów wojska
- 1,3% ludzie bez zawodu
- 0,7% najemców

## Działalność
Wbrew tezom wysuwanym przez starszą historiografię niemiecką, a podtrzymywanych przez niektórych historyków anglosaskich o defensywnym charakterze tej organizacji, powołanej rzekomo dla zahamowania procesu wypierania niemczyzny w pruskich prowincjach wschodnich przez żywioł polski, rzecz jak udowodnił w swej pracy z 1966 zespół polsko-niemiecki było zupełnie odwrotnie. Według jego ustaleń Hakata nosiła charakter wybitnie ofensywny – antypolski. Organizacja uprawiała antypolską propagandę (czasopismo „Die Ostmark”), inicjowała i popierała zarządzenia antypolskie rządu pruskiego, współdziałała w polityce rugowania ludności polskiej z ziemi, zwalczała język polski w szkołach, w sądzie i urzędach. Domagała się np. likwidacji prasy polskiej lub obowiązkowego zamieszczania tłumaczeń zawartych tam artykułów na język niemiecki. W krótkim czasie udało jej się uzyskać pozycję ekspercką w sprawach wschodnich, przygotowywane przez nią serwisy informacyjne docierały do sporej części niemieckich gazet. Hakata stała się wpływowym, znajdującym żywy oddźwięk wśród niemieckich elit politycznym lobby, prowadzącym kampanie prasowe, organizującym masowe naciski na różne szczeble władzy, formułującym postulaty dotyczące kierunku prowadzonej wobec Polaków polityki i uchwalanych przeciw nim praw. W 1900 roku poznańska organizacja Hakaty wystąpiła z inicjatywą budowy pomnika Bismarcka w Poznaniu, odsłonięty w 1903 – miał on być symbolem niemieckiego panowania w Wielkopolsce. W 1901 roku Hakata liczyła ponad 21 tys. członków, a w 1913 liczyła 446 grup lokalnych z 50 230 członkami. Od 1895 jej organizacją filialną było stowarzyszenie Niemieckie Kobiety w Marchii Wschodniej (Deutsche Frauen für die Ostmarken). W sumie do 1914 r. powstało przy Hakacie 30 stowarzyszeń reprezentującymi różne grupy zawodowe. Podczas I wojny światowej działalność organizacji zamarła.
Po 1918 działała na terenie Republiki Weimarskiej, jej aktywność wprawdzie rzutowała na stosunki polsko-niemieckie, ale już nie w takim stopniu, jak za czasów cesarstwa. W tym okresie Hakata było czołowym rzecznikiem odbudowy granicy wschodniej Niemiec na linii z 1914 roku. W latach 1920–1927 organizacją kierował Ernst von Wrisberg. Po objęciu władzy w Niemczech przez NSDAP większość jej członków przeszła w 1933 do utworzonej przez NSDAP organizacji o podobnym profilu działalności – Bund Deutscher Osten (pol. Związek Niemiecki Wschód). Hakata została formalnie rozwiązana przez władze III Rzeszy w 1934.

## Upamiętnienie
W latach 1939–1945 władze okupacyjne narzuciły w Poznaniu nazwy ulic, upamiętniające założycieli organizacji: Hansemannstrasse (ulicy Płowieckiej), Kennemannstrasse (ulicy Podkomorskiej) i Tiedemannstrasse (ulicy Podstolińskiej).